# Fayette (Missisipi)
Fayette – miasto w Stanach Zjednoczonych, w stanie Missisipi, siedziba administracyjna hrabstwa Jefferson.